# Teodoro Tritírio
Teodoro Tritírio (em grego medieval: Θεόδωρος Τριθύριος; romaniz.: Theódoros Trithýrios; m. 636), também citado em fontes não-gregas apenas como Sacelário ou Alçacalar (al-Saqalar) no relato de Atabari, foi um oficial do século VII que serviu como sacelário (i.e., tesoureiro do estado) e comandante militar durante os últimos anos do reinado do imperador Heráclio (r. 610–641). Talvez ele possa ser identificado com Jurja ibne Taudura, um oficial bizantino que converteu-se ao islamismo durante os conflitos contra os árabes no Oriente.

## Biografia

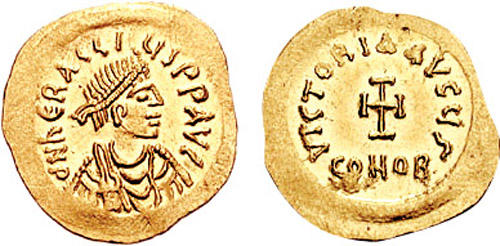
Tremisse de Heráclio r.

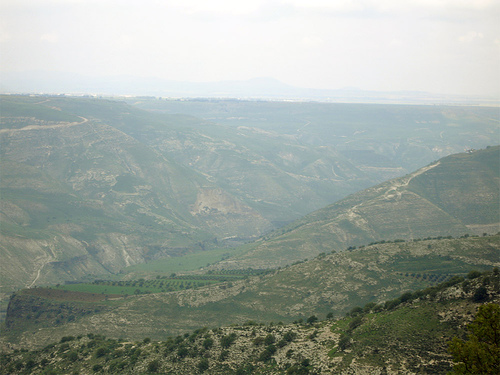
Vista sobre o local da batalha de Jarmuque

Duas fontes armênias (Sebeos e Vardanes) descrevem-no como um eunuco confiável, informação possivelmente correta a julgar por seu primeiro ofício conhecido, o de sacelário, posição ocupada por eunucos. Uma fonte siríaca (a Crônica de 1234) menciona-o como patrício, porém as fontes não-gregas fazem uso pouco preciso de termos latinos, não deixando claro se o termo foi aplicado de forma técnica ou não. Walter Kaegi sugere que é possível que ele também serviu como cubiculário.
Em 634, o imperador Heráclio (r. 610–641) enviou seu irmão Teodoro para lutar contra os árabes na Palestina, onde foi derrotado na Batalha de Ajenadaim, travada no vale de Elá. Após a retirada, Teodoro alegou que o casamento do irmão com sua sobrinha Martina foi a causa da derrota do Império Bizantino, e envolveu-se numa discussão com Heráclio, que o destituiu e mandou a Constantinopla. Com sua ausência, Tritírio foi nomeado mestre dos soldados do Oriente, com Vaanes como colega e comandante supremo das tropas; Andreas Stratos, porém, sugeriu que Tritírio era comandante supremo. Heráclio instruiu-o a acautelar-se de emboscadas árabes e evitar confrontá-los.[a]
Walter Kaegi, mesmo embora ressaltando que há precedentes no século VI, considera que a nomeação de Tritírio como general das tropas na Síria ressalta os problemas financeiros enfrentados por Heráclio e a necessidade do governo de assegurar aos soldados o compromisso com seu pagamento regular e integral dos fundos prometidos, bem como a distribuição regular de provisões e forragem para seus cavalos. A nomeação procurava assegurar o estreito controle fiscal numa situação de risco potencial e fluxos incalculáveis de dinheiro aos soldados, numa espécie de padrão de responsabilidade fiscal.
Em 635, lutou com Vaanes contra os árabes e com sucesso derrotou-os próximo de Emesa. Em 26 de maio de 636, de Edessa ou Emessa, uniu suas forças com as de Vaanes, Nicetas e Jabalá. Suas tropas avançaram através do Vale do Beca e então cruzou as colinas de Golã e acampou em ou próximo de Jilique. Suas tropas sofreram um revés em 16/23 de julho e o exército inteiro foi derrotado na Batalha de Jarmuque de 20 de agosto pelas forças de Calide ibne Ualide; Tritírio e Vaanes pereceram.
Vários foram os motivos que levaram os bizantinos a sofreram uma derrota fragorosa em Jarmuque. Dentre estes pontos pode se destacar o desentendimento entre os vários comandantes que participaram na batalha. Heráclio, de certo, supervisionou todas as operações na Síria a partir de sua base em Antioquia, enquanto era aconselhado por um pequeno grupo de conselheiros, dentre eles seu irmão Teodoro e Nicetas. Era esse grupo que, então, traçava todas a estratégia a ser seguida contra os invasores. No entanto, é sabido mediante relatos preservados nas fontes que Tritírio não possuía um bom relacionamento com seus co-comandantes, sobretudo Nicetas e seu superior Vaanes.